# Súlnasker
Súlnasker est une île inhabitée d'Islande située dans les îles Vestmann.